# André Lebert
Pour les articles homonymes, voir Lebert.
André Lebert est un avocat et un homme politique français né le 15 décembre 1864 au Mans, dans la Sarthe, et décédé le 4 février 1942.

## Biographie
Après ses études de droit, André Lebert devient avocat et s'inscrit au barreau du Mans. Au cours de sa carrière, il sera plusieurs fois élu bâtonnier. Il entre en politique en 1901 en devenant maire de la petite commune de Changé, poste qu'il conserve jusqu'à son décès en 1942. Il essuie en revanche deux échecs consécutifs dans sa tentative de conquête d'un mandat de député lors des élections législatives de 1902 et de 1906.
Fort de son ancrage local et de sa notoriété professionnelle, il est toutefois élu sénateur de la Sarthe à l'occasion d'une élection partielle consécutive au décès de l'un des sénateurs en fonction. Il sera systématiquement reconduit dans ces fonctions jusqu'à la chute de la Troisième République, siégeant en dernier lieu au sein du groupe de l'Union démocratique et radicale, expression sénatoriale de la nébuleuse des Radicaux indépendants.
Il ajoute, à ces mandats, une élection comme conseiller d'arrondissement entre 1913 et 1914, puis, cette dernière année, comme conseiller général, mandat qu'il conserve jusqu'en 1922. Il préside le conseil général de la Sarthe de 1918 à 1922.
Le 10 juillet 1940, il vote en faveur de la remise des pleins pouvoirs au Maréchal Pétain mais conserve son mandat de maire de Changé. Il décède en fonction le 4 février 1942.

## Sources
- « André Lebert », dans le Dictionnaire des parlementaires français (1889-1940), sous la direction de Jean Jolly, PUF, 1960 [détail de l’édition]